# 城東バイパス
城東バイパス（じょうとうバイパス）は、山梨県甲府市のバイパスである。
本バイパスは都市計画道路和戸町竜王線（わどまちりゅうおうせん）のうち東部市民センター南交差点から朝気一丁目北交差点までの国道411号の区間を指すが、本項目では国道358号〈平和通り〉との交点である相生歩道橋交差点以東について解説する。

## 概要
城東通りにあたる甲府警察署前交差点（国道52号交点）から横根跨線橋南交差点（国道140号交点）までの区間は県都である甲府市の市街を通っていることから自動車の往来が激しいが、道幅が狭い上身延線善光寺駅と金手駅付近で通称「かねんて」と呼ばれるクランク状の箇所があることから「かねんて渋滞」と呼ばれる渋滞が常態化していた。この渋滞を回避するため1970年代に市街地を避ける形で甲府バイパスが整備されたが、今度は甲府バイパスと国道140号が交差する向町2交差点付近で渋滞が常態化するようになり、またモータリゼーションの発達により城東通りの渋滞が再発するようになったことから、城東通りの南側に新たに4車線のバイパス道路の建設に着手し、横根跨線橋南交差点と向町2交差点の間にある東部市民センター南交差点を起点に西側へほぼ直線的に伸び、朝気一丁目交差点まで全長2.9 kmの事業である。中央四丁目交差点からは先は山梨県道29号甲府中央右左口線で平和通りや美術館通りが交差する相生歩道橋交差点まで接続している。
このうち東部市民センター南から朝気一丁目までの2.9 kmが1985年より事業が開始された山梨県担当の当初区間である。その後都市計画道路「和戸町竜王線」に向町バイパス（東部市民センター南）から新山梨環状道路までの区間が2014年に追加されている。城東バイパスは32年を要し、2017年（平成29年）に全線開通。現在は和戸町竜王線の和戸ランプから東部市民センター南交差点までの区間および朝気一丁目から相生歩道橋交差点までの区間を整備中である。

## 路線
| 施設名                   | 接続路線名                        | 距離 (km) | 備考                                                 | 所在地 |
| ------------------------ | --------------------------------- | --------- | ---------------------------------------------------- | ------ |
| 和戸ランプ               | 新山梨環状道路                    |           | 甲府山梨道路・中央自動車道甲府南インターチェンジ方面 | 甲府市 |
| 東部市民センター南交差点 | 国道140号向町バイパス〈和戸通り〉 | 0.0       | 甲府山梨道路・甲府バイパス方面                       | 甲府市 |
| 玉諸神社北交差点         |                                   | 1.3       | 山梨学院大学方面                                     | 甲府市 |
| 砂田橋南交差点           |                                   | 2.1       |                                                      | 甲府市 |
| 朝気一丁目北交差点       | 市道（朝気通り）                  | 2.9       |                                                      | 甲府市 |
| 文殊稲荷入口交差点       | 市道（工町通り）                  | 3.1       | 街路事業として拡幅整備中。2028年完了予定。           | 甲府市 |
| 連雀交差点               | 市道（魚町通り）                  | 3.4       |                                                      | 甲府市 |
| 中央四丁目交差点         | 県道3号（遊亀通り）               | 3.6       |                                                      | 甲府市 |
| 検察庁南交差点交差点     | 県道31号（舞鶴通り）              |           |                                                      | 甲府市 |
| 相生歩道橋交差点         | 国道358号〈平和通り〉             |           | 甲府駅・山梨県庁舎方面                               | 甲府市 |
| 国道52号〈美術館通り〉   |                                   |           |                                                      |        |

朝気一丁目交差点から相生歩道橋交差点は以下の通り（2022年時点）。
- 朝気一丁目交差点－文珠稲荷入口交差点：現道は朝気から文珠稲荷入口への一方通行となっているが、拡幅・2車線化工事を実施中。
- 文珠稲荷入口交差点－連雀交差点：現道は歩道のない2車線の「連雀町通り」となっており、歩道設置などの拡幅工事中。
- 連雀交差点－中央四丁目交差点：問屋街入口を経由せずにショートカットする形で2車線の新道整備。2022年（令和4年）12月15日供用開始[2]。
- 中央四丁目交差点－検察庁南交差点：2車線。4車線化は未着手。
- 検察庁南交差点－相生歩道橋交差点：4車線として整備済。

## 沿革
- 1985年（昭和60年） : 先行区間（東部市民センター南交差点-和戸南交差点、0.4 km）着工。
- 1989年（平成元年）[3]: I期（和戸南交差点-砂田橋南、1.7 km）着工。
- 1990年（平成2年） : 先行区間供用開始。
- 2000年（平成12年） : I期のうち、和戸南交差点-玉諸神社北交差点（山梨学院大学南）(0.9 km)の供用を開始。
- 2005年（平成17年） : II期（砂田橋南-厚生年金会館東、0.8 km）着工。
- 2006年（平成18年） : I期全通。
- 2017年（平成29年） : II期全通により、県当初担当分の事業完了[4]。